# Germania (Schiff, 1926)
Die Germania war neben der Deutschland eines der ersten Schiffe, mit denen die Geschichte der Reederei Bruno Winkler begann. 

## Geschichte
Die Brüder Otto und Eduard Winkler, Söhne des Werftbesitzers Franz Winkler, bauten in den 1920er Jahren etliche große Fahrgastschiffe, zum Teil für den Eigenbedarf. Die Germania war das Typschiff für die Schiffe Rheinpfalz (Reederei Nobiling) und Imperator (Reederei F. Müller & Söhne). Im Jahr 1931 hatte sie eine Zulassung zur Beförderung von 300 Personen und war damit kleiner als die Europa, die die Gebrüder Winkler ebenfalls für den Eigenbedarf gebaut hatten und die 440 Fahrgäste befördern durfte.
In der Nachkriegszeit wurde das Schiff, wiewohl immer noch im Besitz der Gebrüder Winkler, umgetauft: Es trug nun den Namen Einigkeit und legte bis 1951, wie etliche andere in Ostberlin beheimatete Schiffe, unter anderem auch noch am Gröbenufer an.
1953 floh die Familie Winkler aus der DDR nach West-Berlin. Sie benutzte dafür ihr jüngstes Schiff, die damals noch dampfbetriebene Deutschland, und ließ ihre beiden Motorschiffe Einigkeit und Europa zurück. Die ehemalige Germania bekam erneut einen neuen Namen: Bis zu ihrer Ausmusterung 1978 fuhr sie als Friedrich Engels für den VEB Weisse Flotte Berlin. Als Friedrich Engels durfte sie noch 236 Fahrgäste befördern. Im Januar 1978 wurde sie abgewrackt.